# Елинек, Карл
Карл Елинек (нем. Karl Jelinek; 23 апреля 1822, Брюнн, — 19 октября 1876, Вена) — австрийский метеоролог.
Профессор в Праге, с 1863 года — директор Центральной метеорологической станции в Вене, которую он серьёзно преобразовал. В 1872 году по его инициативе в Вене собрался международный конгресс метеорологов. Написал: «Anleitung zur Austellung meteorologischer Beobachtungen» (Вена, 1884, в переработке Ганна); «Psychrometertafeln» (Вена, 1876).

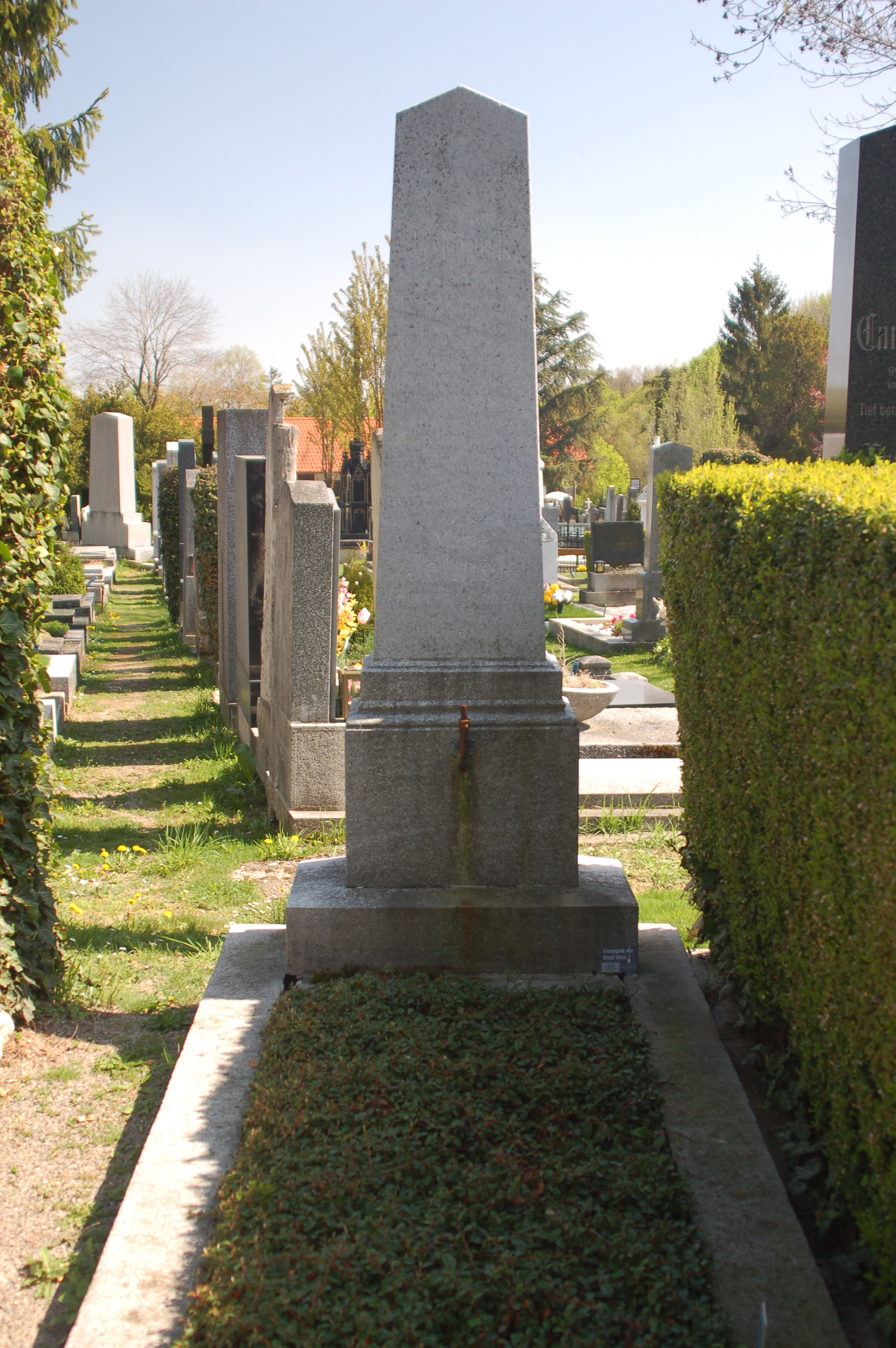
Могила Карла Елинека на Хайлигенштадтском кладбище в Вене